# Szambal
Szambal (angolul, nemzetközileg: Sambhal, hindi nyelven: संभल; urdu nyelven: سنبھل) város az indiai Uttar Prades szövetségi állam azonos nevű kerületében amelynek központja azonban Bahdzsoj (Bahjoi). A település az észak-indiai síkságon fekszik, körülbelül 130 km-re keletre a szövetségi fővárostól, Újdelhitől és mintegy 300 km-re északnyugatra Uttar Prades állam fővárosától, Lakhnautól.
A Gangesz a várostól 30 km-re nyugatra, déli irányban folyik. A 2011/2012-ben alakult azonos nevű járás közigazgatási székhelye. A főutak kötik össze a környező Murádábád, Bulandshahr, Hasszánpur (Hasanpur) és Chandausi városokkal.
Bár a buddhista hagyományokkal ellentétben nem északra fekszik a Himalájtól, és régóta főleg muszlimok lakják, általában Szambalt Sambhalával szokták azonosítani.
Szambal városi önkormányzattal rendelkezik, és 33 kerületre oszlik.
A 2011-es népszámláláskor Szambalnak megközelítőleg 220 000 lakosa volt. A várost főként muszlimok lakják akik a lakosság 78%-át teszik ki. A lakosok 22%-a a hinduizmus követője.

## Története
Bár az eredeti buddhista legendával ellentétben a Himalájtól nem északra fekszik, általában Szambalt mégis Sambhalával azonosítják, amelyet Kalki, Visnu következő megtestesülésének szülőhelyeként említenek a puránák.  Mindezt a tibeti buddhizmus mitológiájából kölcsönözték, ahol mítikus királyságként, a Himaláján túli tiszta földként írják le, ahonnan a eljövendő Maitréja fog érkezni. Ezt a helyet Szambal néven említik a Tirtha Prabandhában, amelyet Vadirádzsa Tirtva tizenhatodik századi Madhva szent írt.
A hindu vallási hiedelmek szerint a város mind a négy eddigi világkorban (jugában) is létezett.
Szambal több száz éve városi központ. Egyes források szerint viszont Pritviradzs Csauhán (Prithviraj Chauhan) király alapította az i. sz. XII. század végén. Mások szerint viszont a Ptolemaiosz által említett Szambakal is Szamballal azonos.
A középkorban kiemelkedő város volt. Szikandár Lodi kán idején, a XV. század végétől a XVI. század elejéig volt tartományi főváros, egészen Ibrahim Lodi idejéig. Nagy Akbar expedíciót indított Szambalba, és a város virágzott Akbar uralma alatt, de később lecsökkent a jelentősége, amikor unokájáé, Sáh Dzsaháné lett, aki a tartomány fővárosát Murádábádba helyezte át.

## Nevezetességei, műemlékek

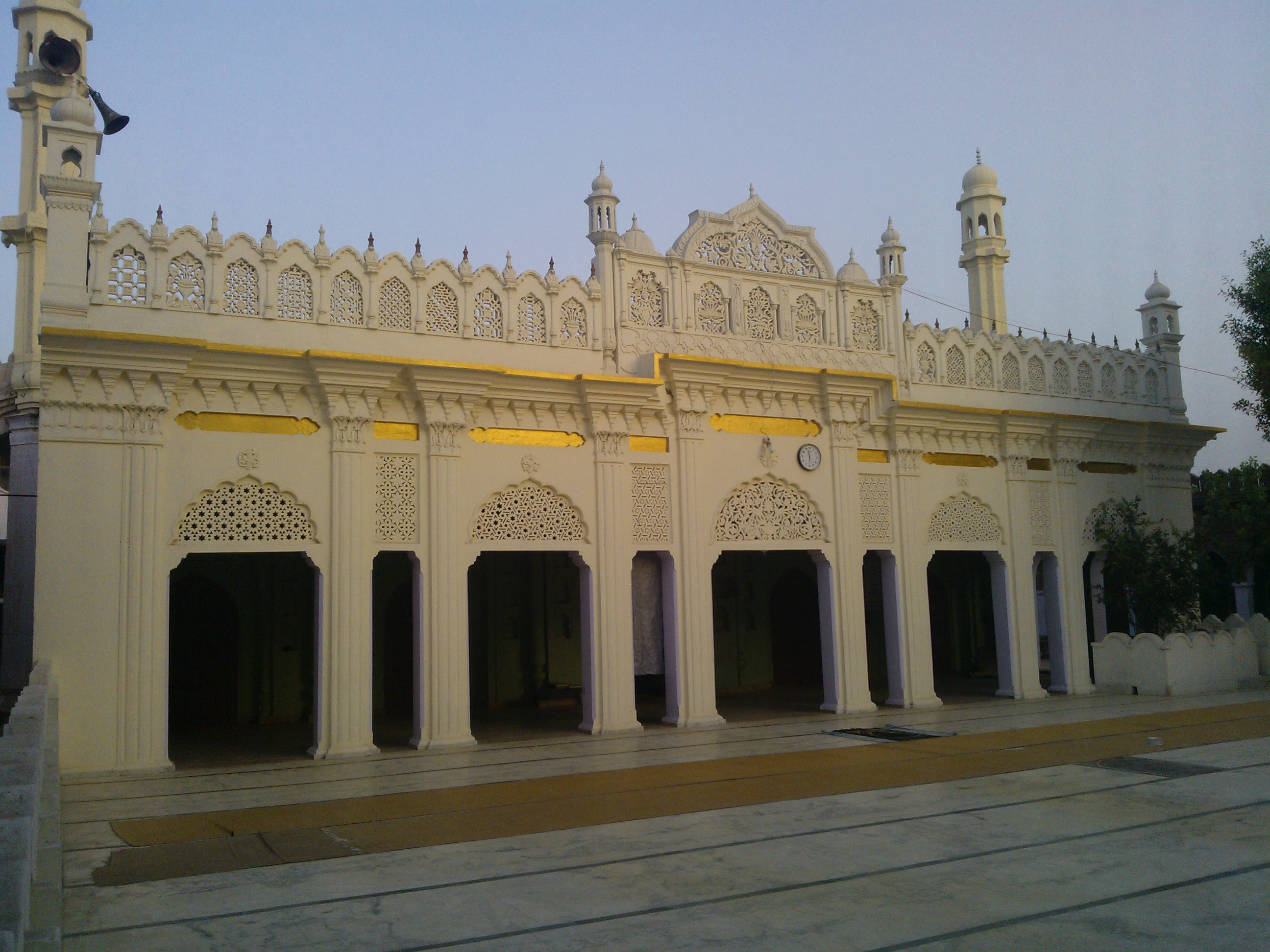
Siraj ul Uloom mecset

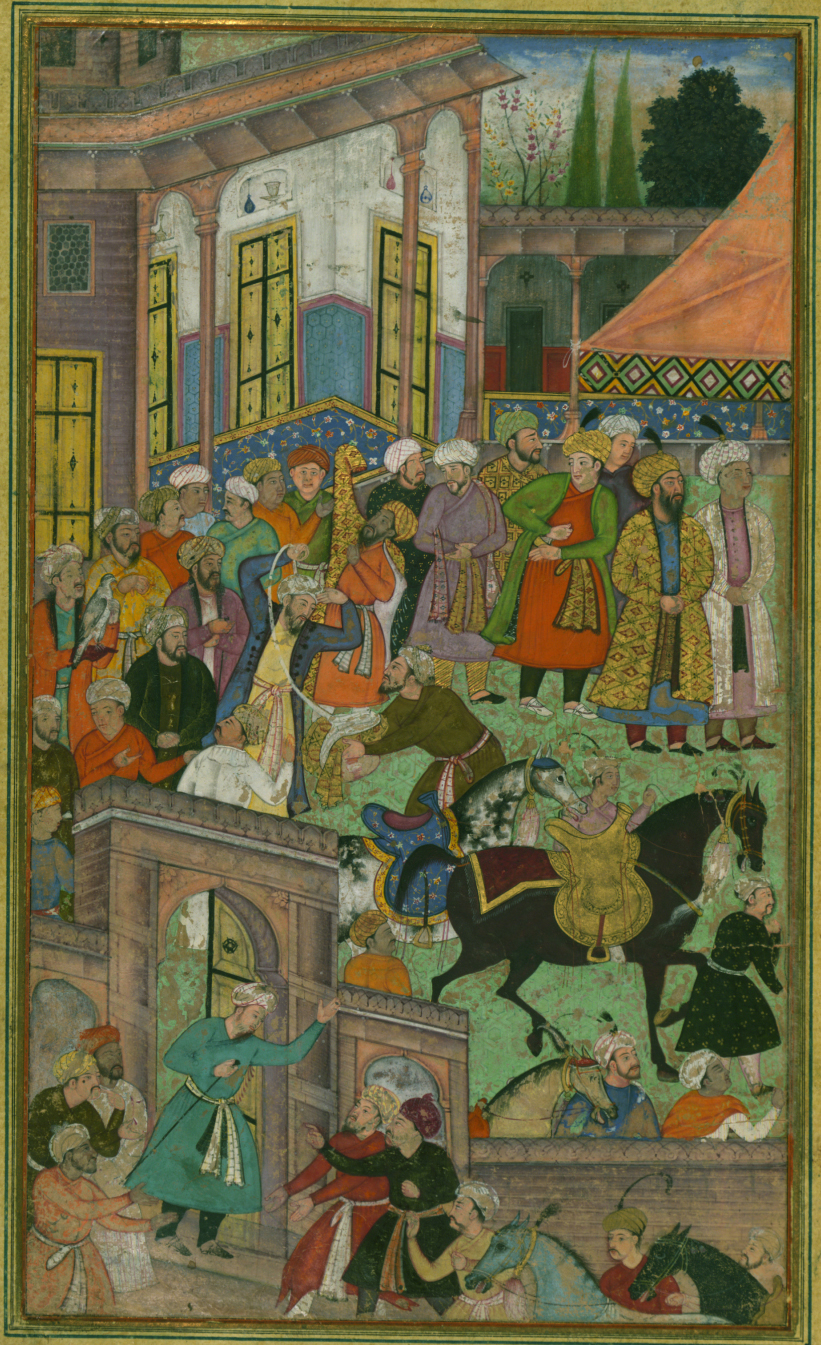
Illusztrációk Bábur-náméból (Bábur könyve) – 16. század vége. Egy díjátadó ünnepséget ábrázol Ibrahim Lodi szultán udvarában a 16. század elején egy Szambalba induló expedíció előtt.

Szambalban számos műemlék, mecset, erődöt és egyéb nevezetesség található.
- Siraj ul Uloom mecset

## Népességi adatok
A 2011-es indiai népszámlálásról szóló ideiglenes jelentések szerint Szambal város lakossága 2011-ben 221 334 fő volt, ebből 116 008 férfi és 105 326 nő.
Szambalban az írástudók száma 92 608 fő, ebből 51 382 férfi és 41 226 nő. Az átlagos írástudás aránya Szambal városában 49,51%, ebből a férfiak 52,27%-a, míg a nőknél 46,45%. Ez indiai mérték szerint is igen alacsony. Egyes időszakokban a legalacsonyabb arány volt Indiában.
Szambal városában a nemek aránya 908 nő 1000 férfi lakosra és teljes népességre számítva, gyermekkorúaknál a lányok nemi aránya pedig 936/1000 fiúra, ami javuló tendenciát mutat. A 2011-es indiai népszámlálás adatai szerint Szambal városában a gyermekek száma (0-6) 34 279 fő, 17 702 fiú és 16 577 leánygyermek volt. A gyerekek a teljes népesség 15,49%-át teszik ki.

## Vallások
Vallási megoszlás Szambalban (2011)
Szambal egy muszlim többségű város Indiában, ahol a város lakosságának 77,67%-a az iszlám vallást követi. A hinduizmus a második leggyakoribb vallás Szambal városában, körülbelül 22,00%-kal, ezt követi jóval 1% alatt a kereszténység (0,12%), a szikhizmus (0,06%), a buddhizmus (0,03%) és a dzsainizmus (0,02%).

## Gazdaság
Szambal rendelkezik Dél-Ázsia legnagyobb mentapiacával. A mentalolaj nagy részét Nyugat-Európába és Kínába exportálják.
Iparágai közé tartozik a cukorfinomítás, a kézi szövés és a kalikó nyomás. A város éves muszlim és hindu vásárok színhelye.

## Oktatás
Szambal számos iskolával és interkollégiummal rendelkezik az alap- és középfokú oktatáshoz, amelyek kapcsolatban állnak a CBCS-vel, az ICSE-vel, az UP Boardgal és a Madarsa Boarddal.
Főiskolák
- Mahatma Gandhi Posztgraduális Főiskola (Mahatma Gandhi Memorial Post Graduate College)
- Szambali Állami Főiskola (Government Degree College Sambhal)

Az Uttar Pradesi középiskolai és középfokú oktatási tanácshoz  tartozó intézmények:
- Al-Qadeer Felsőbb Középiskola, Szambal (Al-Qadeer Higher Secondary School, Sambhal)
- Hind Egyetemközi Főiskola, Szambal (Hind Inter College Sambhal)

## Lásd még
- Sambhala
- Szambal (kerület)